# Black Country
Black Country ("Det svarta landet") är en benämning på kol- och järndistriktet södra delen av grevskapet Staffordshire. Det räknas sedan 1974 till storstadsområdet West Midlands.
Ursprungligen syftade benämningen på hela området men senare främst på de större industristäderna Wolverhampton, Walsall, Wednesbury, Dudley, Bilston, Tipton med flera, även Birmingham brukar inkluderas.